# Мерса-Матрух (аеропорт)
Міжнародний аеропорт Мерса-Матрух (араб. مطار مرسى مطروح الدولي) (IATA: MUH, ICAO: HEMM) - міжнародний аеропорт біля міста Мерса-Матрух, Єгипет.

## Авіалінії та напрямки
| Авіакомпанія                       | Пункт призначення                                                |
| ---------------------------------- | ---------------------------------------------------------------- |
| EgyptAir оператор EgyptAir Express | Сезонний: Каїр                                                   |
| Petroleum Air Services             | Чартер: Каїр                                                     |
| Neos                               | Сезонний чартер: Бергамо, Мілан-Мальпенса, Рим-Фіумічіно, Верона |